# Miikka Kiprusoff
Miika Kiprusoff (* 26. října 1976, Turku) je bývalý finský profesionální hokejový brankář. Nejdelší část kariéry strávil v severoamerické NHL v týmu Calgary Flames.
Je vysoký 188 centimetrů, váží 89 kilogramů.
Miika Kiprusoff zahájil svou profesionální kariéru v roce 1995 v týmu finské ligy TPS Turku, následovalo angažmá ve švédské lize v AIK Ishockey a v severoamerické AHL v týmu Kentucky Thoroughblades. V letech 2001 až 2004 hrál Kiprusoff za tým San Jose Sharks v NHL, byl ale brankářskou dvojkou a za čtyři sezóny odchytal pouze 48 zápasů. Situace se změnila teprve po přestupu do Calgary, kde se vypracoval na brankaře číslo 1 a v sezóně 2005–06 obdržel dokonce ocenění Vezina Trophy pro nejlepšího brankáře celé NHL. Před začátkem sezony 2013/2014 oznámil ukončení sportovní kariéry.

## Hráčská kariéra
- 1994–95 TPS Turku
- 1995–96 TPS Turku
- 1996–97 AIK Ishockey (Švédsko)
- 1997–98 AIK Ishockey (Švédsko)
- 1998–99 TPS Turku
- 1999–00 Kentucky Thoroughblades AHL
- 2000–01 Kentucky Thoroughblades AHL, San Jose Sharks
- 2001–02 San Jose Sharks, Cleveland Barons AHL
- 2002–03 San Jose Sharks
- 2003–04 Calgary Flames, San Jose Sharks
- 2004–05 Timrå IK (Švédsko)
- 2005–06 Calgary Flames
- 2006–07 Calgary Flames
- 2007–08 Calgary Flames
- 2008–09 Calgary Flames
- 2009–10 Calgary Flames
- 2010–11 Calgary Flames
- 2011–12 Calgary Flames
- 2012–13 Calgary Flames
- Konec hokejové kariéry